# The Best of The Doors (1973)
The Best of The Doors is het derde compilatiealbum van The Doors. Het album verscheen in augustus 1973.

## Tracklist
Kant 1:
1. Who Do You Love (6:48)
2. Soul Kitchen (3:30)
3. Hello, I Love You (2:23)
4. People Are Strange (2:10)
5. Riders on the Storm (7:05)

Kant 2:
1. Touch Me (3:15)
2. Love Her Madly (3:20)
3. Love Me Two Times (3:16)
4. Take It As It Comes (2:14)
5. Moonlight Drive (3:01)
6. Light My Fire (6:50)

In 2000 verscheen opnieuw een album onder de titel The Best of The Doors.
Jim Morrison · Robby Krieger · Ray Manzarek · John Densmore